# Kirgizisztán
Kirgizisztán (kirgizül: Кыргызстан, IPA: [qɯrʁɯˈstɑn], régiesen Kirgizia) közép-ázsiai ország. Nyugatról Üzbegisztán, északról Kazahsztán, délről Tádzsikisztán, keletről pedig Kína határolja. Hivatalos nyelve a török nyelvek közé tartozó kirgiz, továbbá az orosz. Fővárosa és legnépesebb városa Biskek. 1990 óta független, korábban a Szovjetunió egyik tagállama volt. Az országot Ázsia Svájcának is nevezik gyönyörű hegyvidékei miatt.
Az ország többek között a Független Államok Közössége, az ENSZ, az Eurázsiai Gazdasági Unió, a Kollektív Biztonsági Szerződés Szervezete, a Sanghaji Együttműködési Szervezet, az Iszlám Konferencia Szervezete, az EBESZ, a Türk Államok Szervezete és a Nemzetközi Török Kulturális Szervezet tagja.

## Földrajz

### Fekvése
Délkeleten Kína, délnyugaton Tádzsikisztán, nyugaton Üzbegisztán, északon Kazahsztán határolja. A kazahsztáni határt 215 kilométer hosszan a Chu folyó képezi. Területébe beékelődik a Ferganai-medence, amelynek nagyobb része Üzbegisztánhoz tartozik, de a völgy felső része Kirgizisztán területe. Itt az országhatár igen bonyolult futású, több enklávé és exklávé alakult ki.

### Domborzat
Kirgizisztán teljes területe hegyvidék. Északon a Kirgiz-hegység, középen és keleten a Tien-san, délen a Turkesztáni-hegység, illetve az Alaj-hegység vonulatai foglalják el az ország területét. Az ország legmagasabb pontja a Győzelem-csúcs, 7439 méter.

### Vízrajz
Legjelentősebb folyója a Narin, fő tava az Iszik-köl. Jó közelítéssel mondható, hogy Kirgizisztán területe lefolyástalan, vagyis vizei nem jutnak el a tengerbe. Az Iszik-köl maga is lefolyástalan tó, a Narin pedig a Szir-darja felső folyása, így vízvidéke az Aral-tó vízgyűjtő területéhez tartozik.

### Térképen

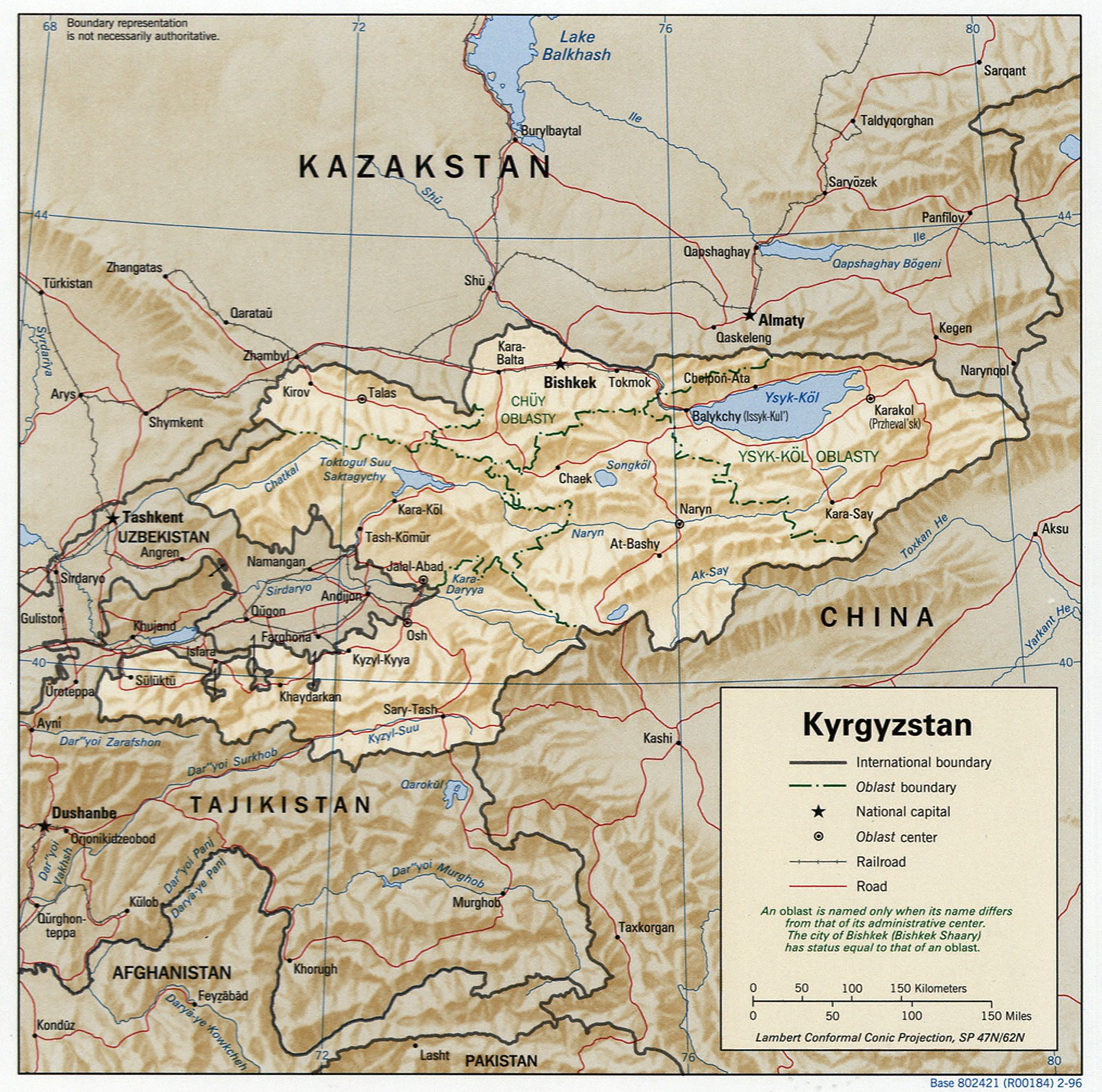
Politikai térkép
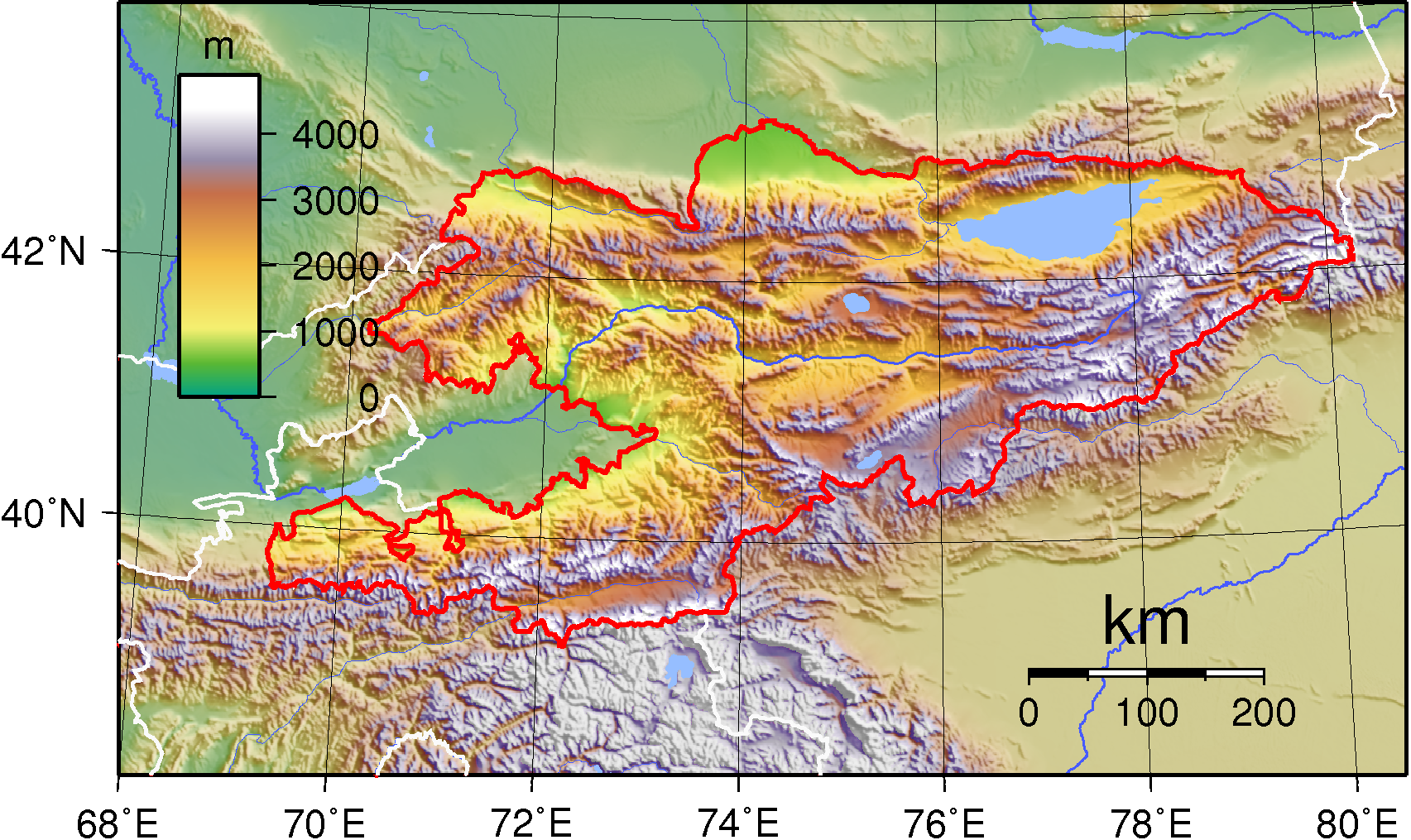
Domborzati térkép
Éghajlati térkép Köppen osztályozásán (angol)
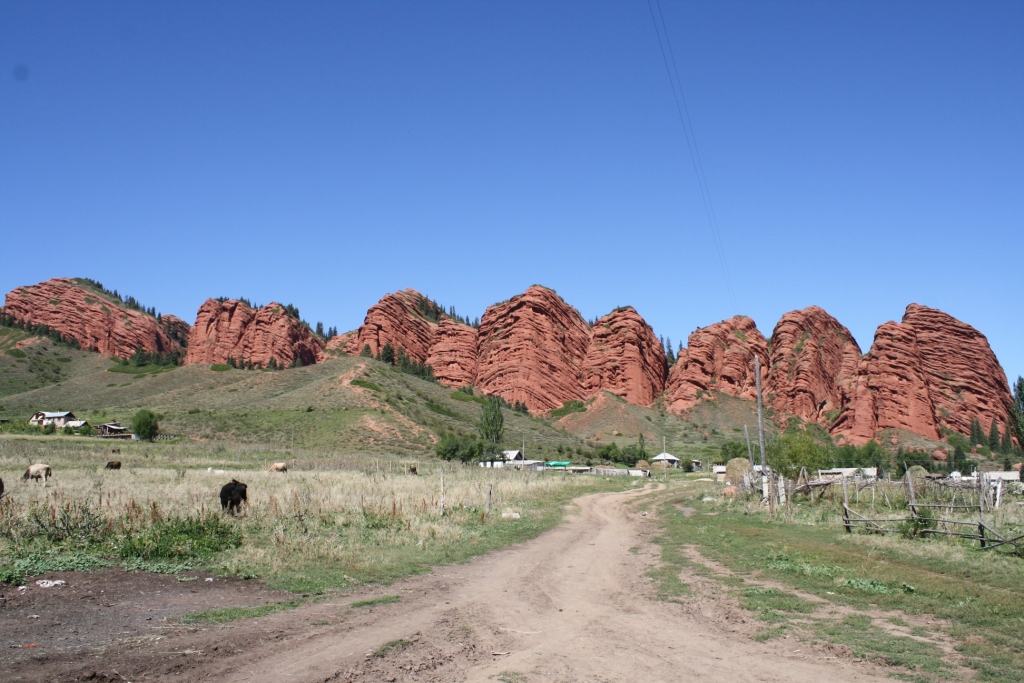
Jeti-Ögüz sziklaformái Iszik-köl tartományban
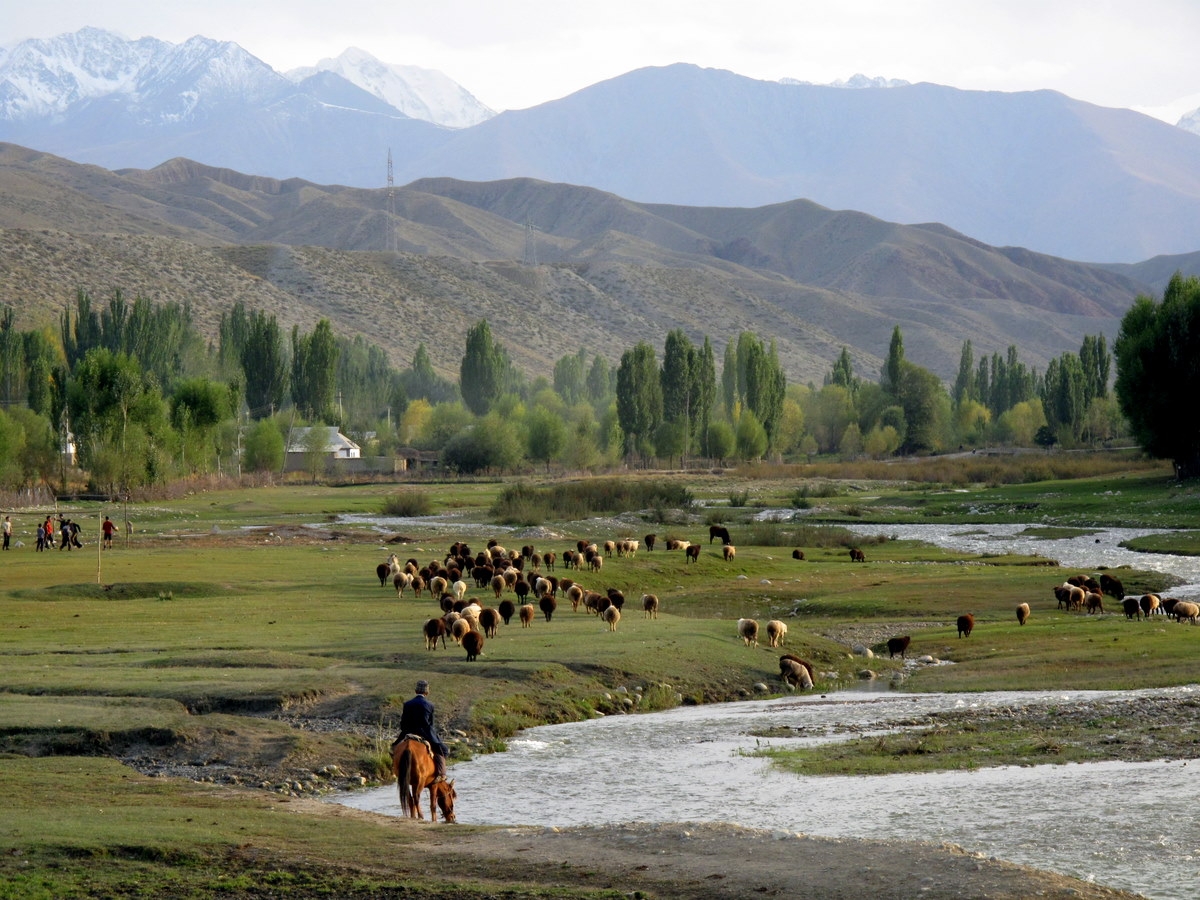
Az Iszik-köl-tó déli partja

### Éghajlat
Ezen a hegyvidéken is nagyban függ az éghajlat a tengerszint feletti magasságtól. A Fergana-völgy éghajlata szubtrópusi, nyáron forró. Efölött a hegyek lejtőinek éghajlata száraz kontinentális, a magas hegyeké pedig magashegyi.

### Élővilág, természetvédelem
Kirgizisztánban is kiépültek a természetvédelem intézményei.

#### Nemzeti park
- Ala-Arcsa Nemzeti Park – a főváros, Biskek közelében egy magashegyi kanyon.

## Történelem

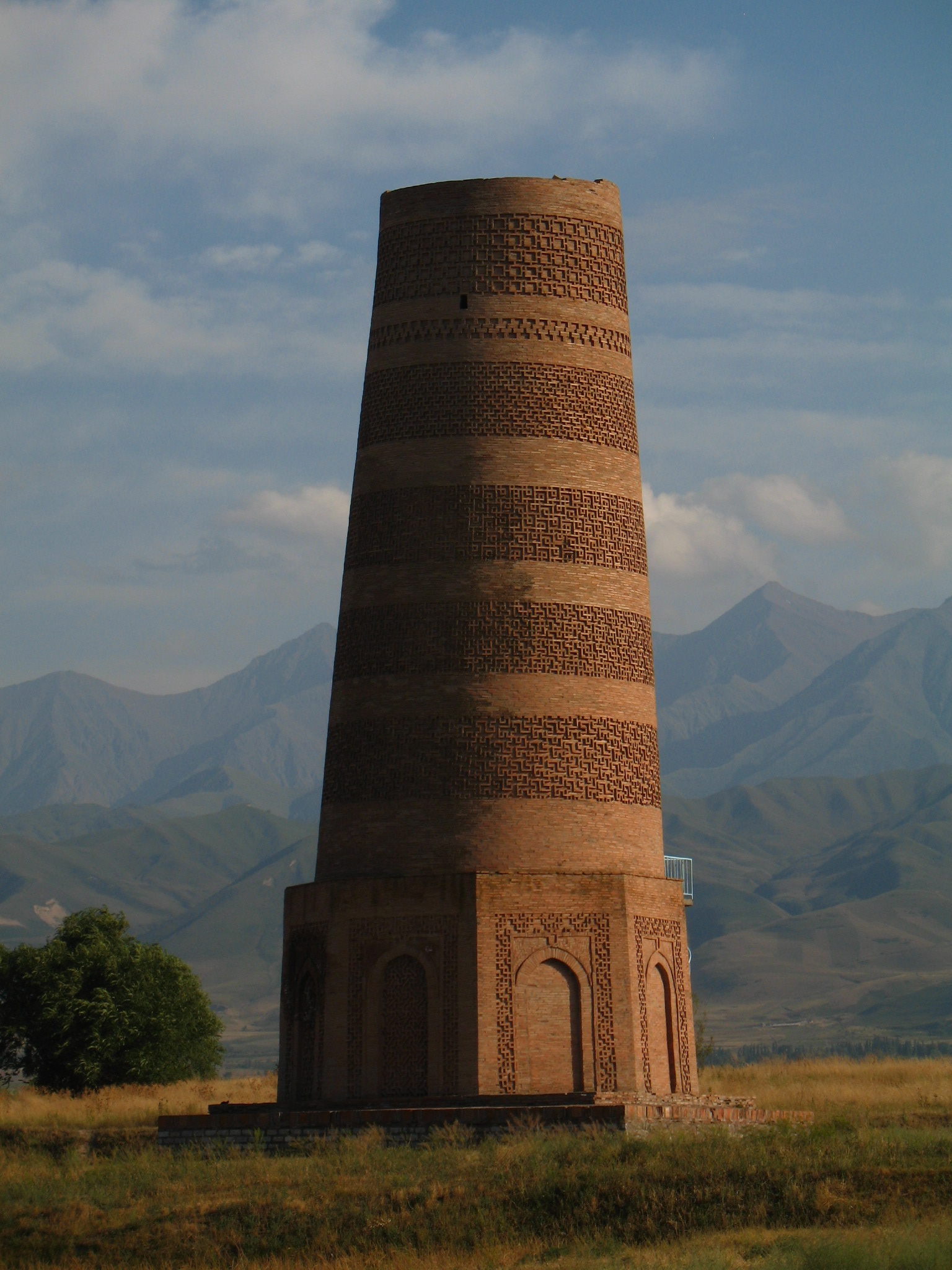
A középkori város, Balaszagun egy maradványa a Burana torony.

### Korai történet
A legújabb történelmi felfedezések szerint a kirgizek történetét i.e. 201-ig lehet visszavezetni. A régi kirgizek Szibéria központjában a Jenyiszej felső völgyében éltek. 7-12. századi kínai és muszlim források a kirgizeket vörös, sőt szőke hajú népként írják le zöld vagy kék szemmel.
A kirgiz állam legnagyobb kiterjedését akkor érte el, amikor 840-ben leverte az ujgur kánságot. Ezután a kirgizek gyors ütemben a Tien-san hegységhez vándoroltak, ahol a következő kétszáz évben is fenntartották dominanciájukat. A 12. században a kirgiz dominancia területe az Altajra és a Szajánra korlátozódott a mongol terjeszkedés következtében. Amikor a 13. században kialakult a Mongol Birodalom, a kirgizek délre vonultak.

### Az orosz befolyás kora
A 19. század elején a mai Kirgizisztán déli része a Kokandi Kánság része volt. Ennek területét, amit a oroszok Kirgíziának neveztek, 1876-ban csatolták az Orosz Birodalomhoz. Az oroszoknak számos, a cári hatalom ellen irányuló lázadással kellett szembenézni és sok kirgiz inkább elvonult a Pamírba és Afganisztánba. Az 1916-os közép-ázsiai felkelés leverése után sokan Kínába menekültek. Mivel a régió etnikai csoportjait akkor (és ma is) megosztják az országhatárok, továbbá akkoriban a határok könnyen átjárhatóak és kevéssé szabályozottak voltak, megszokott dolognak számított, hogy az emberek ide-oda mozogtak a hegyeken át, attól függően, hogy éppen hol volt könnyebb az élet; hol esett több eső a legelőkre vagy a kormányzat elnyomása hol volt elviselhetőbb.

### Szovjet időszak
A szovjethatalmat 1919-ben vezették be a régióban. A terület kezdetben az Turkesztáni Autonóm Szovjet Szocialista Köztársaság része volt. Ennek megszüntetésekor, 1924. október 14-én alakították meg a Kara-Kirgiz Autonóm Területet a mai Kirgizisztánéval megegyező területen. Az autonóm terület elnevezése 1925. május 25-én Kirgiz autonóm terület lett, 1926. február elsején pedig autonómiájának kiterjesztésével átszervezték Kirgiz Autonóm Szovjet Szocialista Köztársasággá. Az 1936. december 5-én elfogadott új ("sztálini") alkotmány alapján az autonóm köztársaság kivált Oroszországból, és a Szovjetunió önálló szövetségi tagköztársasága lett Kirgiz Szovjet Szocialista Köztársaság néven.
A húszas években Kirgizisztánban jelentékeny mértékben fejlődött a kultúra, a közoktatás és a társadalmi élet. Az írástudás kiterjedt, kialakították a standardizált kirgiz irodalmi nyelvet, a 30-as években azonban a szovjet rendszeren belüli nagyorosz nacionalizmus erősödésével az önálló kulturális fejlődés folyamata lelassult. A Sztálin halála utáni évtizedekben a nemzeti fejlődés tovább folytatódott, és a Szovjetunió széthullásakor Kirgizia nemzetállamként vált önállóvá, bár a kirgizek mellett jelentős kisebbségek is lakták.
A glasznoszty kezdeti évei kevéssé hatottak Kirgizisztánban. Azonban a köztársasági sajtó mégis valamivel liberálisabb hangot ütött meg. A nem hivatalos politikai csoportok tiltottak maradtak.
1990 júniusában az  Osi területen etnikai összetűzés robbant ki az üzbégek és a tádzsikok között. A tömeges erőszak nyomán rendkívüli állapotot és kijárási tilalmat hirdettek. A rend nem állt helyre augusztusig.
Az 1990-es évek elején jelentős változások következtek be Kirgizisztánban. A Kirgizisztáni Demokratikus Mozgalom számottevő politikai erővé vált a parlamentben. A Kirgiz Tudományos Akadémia liberális elnökét, Aszkar Akajevet 1990 októberében beválasztották az elnökségbe. A következő év januárjában Akajev új kormányzati struktúrát vezetett be, ennek részeként fiatalabb, reformpárti politikusokat nevezett ki a kormányzat posztjaira.
1990 decemberében a Legfelsőbb Tanács megszavazta, hogy a köztársaság új neve Kirgizisztán Köztársaság legyen. (1993-ban Kirgiz Köztársaság lett.) 1991 februárjában a köztársaság fővárosa, Frunze, visszakapta forradalom előtti nevét Biskek. E kozmetikai változások ellenére a gazdasági realitás a Szovjetuniótól való elszakadás ellen szólt. A Szovjetunió fennmaradásáról szóló népszavazáson 1991 márciusában a szavazók 88,7%-a egy megújított Szovjetunió fenntartására szavazott.
1991. augusztus 19-én, amikor Moszkvában az Állam Megmentésének Bizottsága vette át a hatalmat, Akajevet leváltották posztjáról Kirgizisztánban. Amikor a puccs a következő héten összeomlott, Akajev és German Kuznyecov alelnök bejelentette kilépését a Szovjetunió Kommunista Pártjából. Ezt követően a Kirgiz Legfelsőbb Tanács 1991. augusztus 31-én kikiáltotta a Szovjetuniótól való függetlenséget.

### Függetlenség
1991 októberében Akajevet ellenjelölt nélkül, a szavazatok 95%-ával választották meg köztársasági elnökké. December 21-én Kirgizisztán négy másik közép-ázsiai köztársasággal együtt belépett az újonnan alapított Független Államok Közösségébe. 1992-ben Kirgizisztán tagja lett az Egyesült Nemzetek Szervezetének és az Európai Biztonsági és Együttműködési Szervezetnek.
A 2005 márciusi tulipános forradalom után Akajev elnök kénytelen volt lemondani április 4-én. Ellenzéki vezetők koalíciója alakított kormányt, a köztársasági elnök Kurmanbek Bakijev lett, a miniszterelnök Feliksz Kulov. A fővárosban fosztogattak a szavazás idején.
Azóta is hiányzik a politikai stabilitás. A politikai irányzatok egy része a szervezett bűnözéssel szövetkezett a hatalom megszerzése érdekében. A 75 tagú parlament 2005 márciusában megválasztott tagjai közül hármat meggyilkoltak, egy további tagot 2006 május 10-én gyilkoltak meg, röviddel azután hogy meggyilkolt testvére halála miatt tartott időközi választáson győzött. Mind a négy embert úgy tartották számon, mint aki szoros kapcsolatokat tart illegális üzleti vállalkozásokkal.
Kirgizisztán előtt álló jelenlegi feladatok: az állami tulajdonú vállalatok magánosítása, a demokrácia és a politikai szabadságjogok kiterjesztése, az etnikumok közötti viszony javítása, a terrorizmus elleni harc.

### 2007 decemberi választások
2007 során Kurmanbek Bakijev elnök az ország alkotmányát sorozatosan módosította. December 16-ra előrehozott választásokat íratott ki, feltehetőleg hatalmának megszilárdítása reményében. Politológusok a választásokat megelőzően arra számítottak, hogy az államfő pártja, az Ak Zsol szerzi meg a legtöbb szavazatot. Több jel utalt arra, hogy a választások nem demokratikusan folytak: a választást megelőző két hétben a kirgiz központi választási bizottság a mérsékelt ellenzéki szociáldemokrata párt két vezető tagját törölte a jelöltek listájáról. A korábbi kirgizisztáni választásokat nemzetközi megfigyelők nem ismerték el demokratikusnak.
Az ellenzék a választások során úgy fogalmazott, hogy „Tömegméretűek a szabálytalanságok”; mindkét ellenzéki párt azt állította, hogy több vidéki aktivistájukat megverték a szavazás előtt.

### 2010 áprilisi zavargások
2010. április 6-án súlyos kormányellenes tüntetések kezdődtek Talasz városában, ahol a tömeg elfoglalta a tartományi kormányzói hivatalt. A zavargások később több városra, köztük Biskekre is átterjedtek, és halálos áldozatokat követelő véres összecsapásokká fajultak. Április 7-én a zavargások során a kormány több tagját, így a belügyminisztert és az első miniszterelnök-helyettest is túszul ejtették és megverték; a kormányzat és a média számos épületét elfoglalták. Ugyanezen a napon Danyijar Uszenov kormányfő rendkívüli állapotot és kijárási tilalmat rendelt el az ország egész területére. A nap folyamán a tüntetők a fővárosban feldúlták a parlament épületét, és felgyújtották a főügyészség és az adóhatóság épületeit. Estére a kormány lemondott, az államfő – az előzetes, zavaros hírek szerint – repülőn hagyta el Biskeket, az ellenzék pedig koalíciós kormányt alakított. Április 8-án reggelre azonban kiderült, hogy Bakijev elnök Dzsalalabad városába menekült. A zavargások során 89 ember vesztette életét, a sebesültek száma pedig meghaladta az 500-at.
Bakijev még április folyamán elhagyta az országot és előbb Kazahsztánba, majd Fehéroroszországba menekült. Az év folyamán júniusban újabb etnikai alapú zavargások törtek ki az ország déli részén fekvő Osban a kirgizek és az üzbég, valamint tádzsik kisebbség között. Az Ideiglenes Nemzeti Kormány katonai erővel állította helyre a rendet, a konfliktusnak 893 halálos áldozata volt és több ezren menekültek el a környékről a szomszédos Üzbegisztánba.

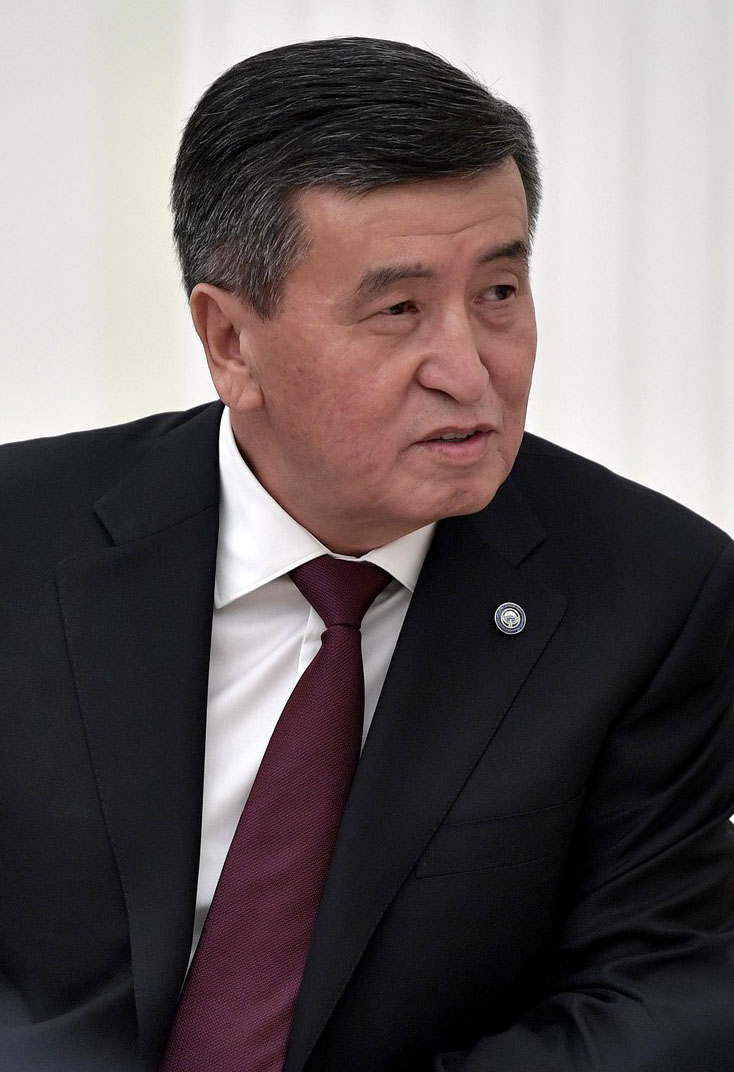
Szooronbaj Dzseenbekov, az ország államfője 2017 és 2020 között

A 2010-es év folyamán az Ideiglenes Nemzeti Kormány új alkotmánytervezetet dolgozott ki, melynek elfogadása után Kirgizisztán parlamentáris köztársasággá alakult. A 2011 októberében tartott elnökválasztáson Almazbek Atambajevet választották meg, így ő az első kirgiz államfő, aki békés úton vette át a hatalmat, az ország függetlenségének 1991-es kikiáltása óta.

### Konfliktus Tádzsikisztánnal
2021 tavaszán fegyveres összecsapások robbantak ki a tádzsik-kirgiz határon. A két ország közötti viszály oka az Iszfara folyó körüli határvita. A csatározások május végéig tartottak és több mint félszáz (jelentős részben civil) ember életét követelték, s mintegy negyvenezer kirgiznek kellett elhagynia otthonát és a tádzsik hadsereg néhány kirgiz falut is lerombolt.
Bár a felek hivatalosan tűzszünetet kötöttek, ennek ellenére szórványos határvillongásokra később is sor került.
2022 szeptemberében ismét fellángoltak az összecsapások. A halottak száma szeptember 18-án már 80 felett volt.

### Törvényhozás, végrehajtás, igazságszolgáltatás

A Legfelsőbb Tanácsnak – az ország egykamarás törvényhozó hatalmának – székhelyéül szolgáló épület Biskekben

## Államszervezet és közigazgatás

### Politikai pártok
- Kirgiz Demokratikus Mozgalom
- Kirgiz Szociáldemokrata Párt

### Közigazgatási beosztás
Az ország 7 tartományból és 1 fővárosi területből áll.
| Kirgizisztán tartományai | 1. Biskek 2. Batken 3. Csüi 4. Dzsalalabad 5. Narin 6. Os 7. Talasz 8. Iszik-köl |

## Népesség

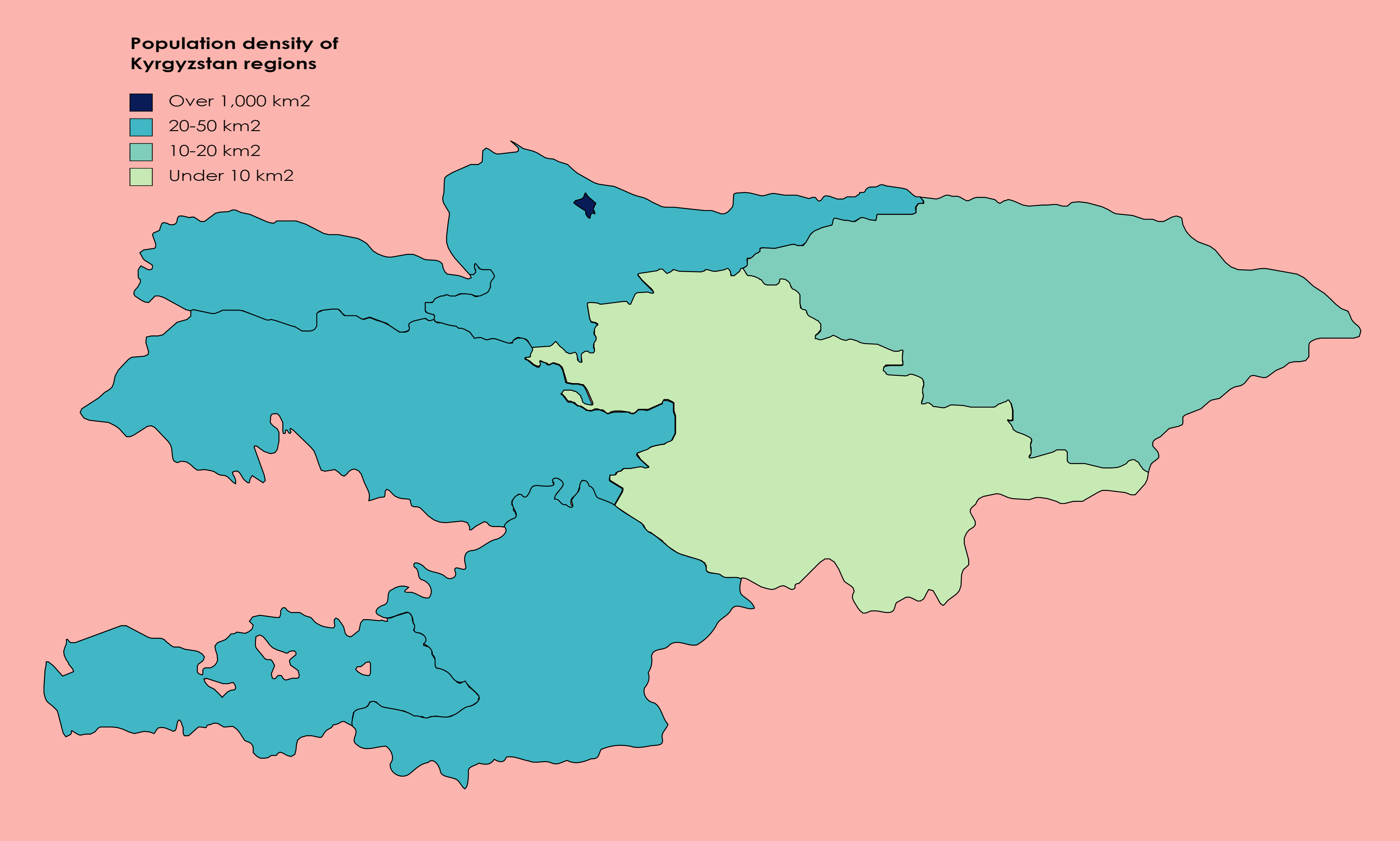
Kirgizisztán népsűrűsége 2021-ben

### Általános adatok
- Népességnövekedés: 1,32% (2006 becslés)
- Születéskor várható átlagos élettartam: férfiak 64 év, nők 72 év (2006 becslés)

### Népességének változása
| Lakosok száma | 5 362 800 | 6 000 000 | 6 201 500 | 6 694 200 | 7 281 800 |
|               | 2009      | 2016      | 2017      | 2021      | 2025      |

### Etnikai, nyelvi megoszlás
- Hivatalos nyelv: kirgiz, orosz
- Írásrendszer: cirill ábécé
- Népek: kirgiz 70,9%, üzbég 14,3%, orosz 7,7%, egyéb (dungan, ujgur, tádzsik, török, kazah, tatár, ukrán, koreai, német) (2009-es becslés [16])

### Vallási megoszlás
- Vallások: szunnita muszlim 75%, orosz ortodox 20%, egyéb 5%

## Gazdaság

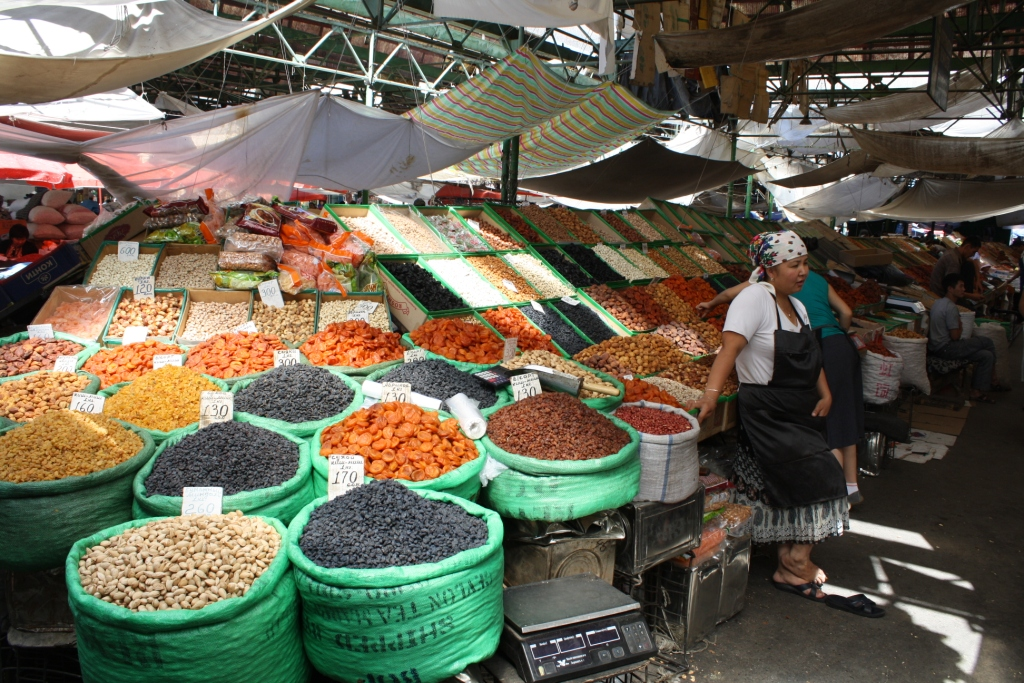
Az Os-bazár egy része, Biskek

### Általános adatok
A hegyvidéki ország gazdasági életét a mezőgazdaság (gyapot termesztés, nomád pásztorkodás) határozza meg. Jelentéktelen ipara is van (arany-, higany-, illetve urán-ércet bányásznak).
A kivitel fő mezőgazdasági terméke a gyapot, a gyapjú és a hús. A kibányászott ércek szinte teljes része exportra kerül. Az import energia-hordozókból, gépipari termékekből és élelmiszerekből áll.
Az elmúlt évtizedekben megnőtt az illegális kábítószer-termelés is.

### Gazdasági ágazatok

#### Mezőgazdaság
Fő termények: gyapot, burgonya, zöldség, szőlő, gyümölcsök. 

#### Ipar
Főbb iparágak: textilipar, élelmiszer-feldolgozás, cementgyártás, cipőgyártás, fűrészáru, hűtőszekrények, bútorok, elektromos motorok gyártása.  
Bányászat: arany, ritkaföldfémek 

#### Külkereskedelem
- Exporttermékek: gyapot, gyapjú, hús, dohány, arany, higany, urán, vízenergia, gépek, cipő
- Importtermékek: kőolaj, földgáz, műszaki eszközök, gépek, élelmiszer

Legfőbb kereskedelmi partnerek a 2016-os adatok alapján : 
- Export:  Svájc 44,9%,  Kazahsztán 10,5%,  Oroszország 10,1%,  Üzbegisztán 8,7%,  Törökország 6,2%,  Kína 5,5%
- Import:  Kína 37,8%,  Oroszország 20,7%,  Kazahsztán 16,4%,  Törökország 4,9%

## Telekommunikáció
| Hívójel prefix | EX     |
| ITU zóna       | 30, 31 |
| CQ zóna        | 17     |

## Kultúra

### Oktatási rendszer
2016 szeptemberében a Közép Ázsiai Egyetem (UCA) megkezdte működését Narynban.

### Művészetek
Kirgizisztán kiterjedt kulturális és művészeti élettel rendelkezik, melynek elsődleges formája a népi kultúra és hagyományápolás, igen kiváló kapcsolatot ápol több magyarországi néptánccsoporttal, Erről tesz tanúbizonyságot az is, hogy 2018 nyarán a szekszárdi Bartina néptáncegyüttes is látogatást tett az országban. 

#### Írók, költők
- Csingiz Ajtmatov főleg orosz nyelven alkotó kirgiz író.
- Toktogul Szatülgan uulu (1864-1933) kirgiz költő.
- Togolok Moldo (1860–1942)

### Gasztronómia
A kirgiz konyha nagyon sok hasonlóságot mutat a szomszédjaival. Bizonyos tekintetben átvett elemeket más népek gasztronómiájából, ugyanakkor egyes népekre hatást is gyakorolt (pl. a tádzsikokra). Mivel a kirgiz nép sokáig nomád volt, ezért legfontosabb hozzávalók a konyhán a birka-, ló- és marhahús, illetve tejtermékek széles választéka. A főzési technikák általában az ételek hosszútávú megőrzésére szolgálnak, mely kifejezetten nomád módszer.
A birka- és marhahús fogyasztása kedvelt dolog, de napjainkban a szociális helyzet miatt nagyon sok kirgiz már aligha engedheti meg magának.
Az idegen kulináris befolyás főleg a nagyobb városokban tapasztalható. Itt találkozhat leginkább a látogató ujgur, kínai (elsősorban dungan), üzbég és orosz ételekkel.
A lóhúsból jó minőségű kolbászok, mint a kazi és csucsuk készülnek (előbbi Kazahsztánban is elterjedt). Kirgiz különlegesség a pörkölt juhmáj. A besbarmak errefelé is elterjedt, közkedvelt étel: nagydarab ló-, birka- avagy marhahúst főznek meg, tésztával és/vagy csorbával (kirgizül sorpo) eszik, petrezselyemmel megszórva. A besbarmak gyakran ünnepi étel vagy vendégeket fogadásánál szolgálják fel, de gyakran halotti tort is ülnek vele. A húst mindig a vendégek jelentőségéhez mérten vágják fel étkezéskor.
Egyéb népszerű ételek:
A dimlama hús, burgonya, hagyma, zöldségek és néha gyümölcsök hozzáadásával készült pörkölt.
A saslik nyárson sült rablóhúshoz hasonló fogás. Számos másik ázsiai népnél és az oroszoknál is századok óta elterjedt ételfajta.
A piláf helyi változata a palu. Tádzsikisztánhoz hasonló egy öntött vasüstben, a kazanban hús (birka, marha vagy baromfi), aprított sült sárgarépa, fokhagyma, snidling és rizs hozzáadásával készül. Díszítés gyanánt szegfűszeget és pirospaprikát szórnak rá.
Tésztás ételek közül említést érdemel a manti (hagymával töltött fasírt), a szamsza (hússal töltött tésztás táska, olykor kiegészítve tökkel, káposztával, sajttal) és a valószínűleg ujgur eredetű langman (nyújtott vastagtészta, paprikával, zöldségekkel és fűszeres-ecetes mártással).
Kirgizisztánban kétféle kenyérfajta a jellemző: az egyik a hagyományos laposkenyér, a nan (több környező országban is elterjedt) és a vastag, erősebb orosz kenyér. Egyéb péksütemények között ott van a kattama, burszok és tanduri. A péksüteményeket különböző módon fogyasztják a kirgizek: lekvárral, kajmakkal (sűrű, zsíros tejkrém), vajjal, de megmártják teában, esetleg mézben. A kenyér a kirgiz kultúrában szent dolognak számít, ezért, ha a vendégüket, még ha csak rövidke ideig tartózkodik náluk, kenyérrel kínálják, a vendégszeretetüket fejezik ki – következésképp illik elfogadni.
Italok terén elmaradhatatlan nomád különlegesség a kumisz, az erjesztett kancatej. A friss kumisz nyáron érhető el, elsősorban a lótartóknál. Üzletekben tartósított formában kapható.
Kirgiz italkülönlegesség az enyhén szénsavas, alkoholmentes makszim, amit gabonaszemek erjesztésével készítenek. Hozzá hasonlóan készül a dzsarma, erjedését az ajran nevű tejtermék hozzáadásával érik el, így nyeri szénsavas ízét is.
Hagyományos és elterjedt a juh- és tevetej fogyasztása is.

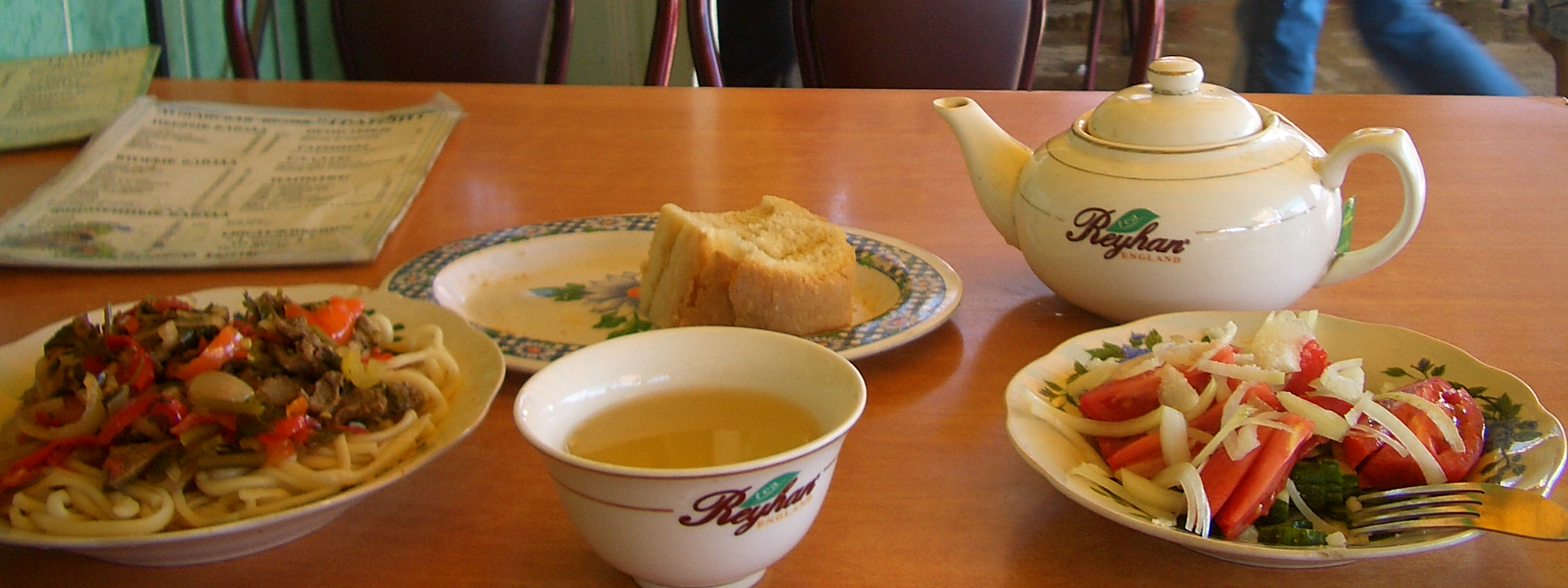
lagman, tésztaétel
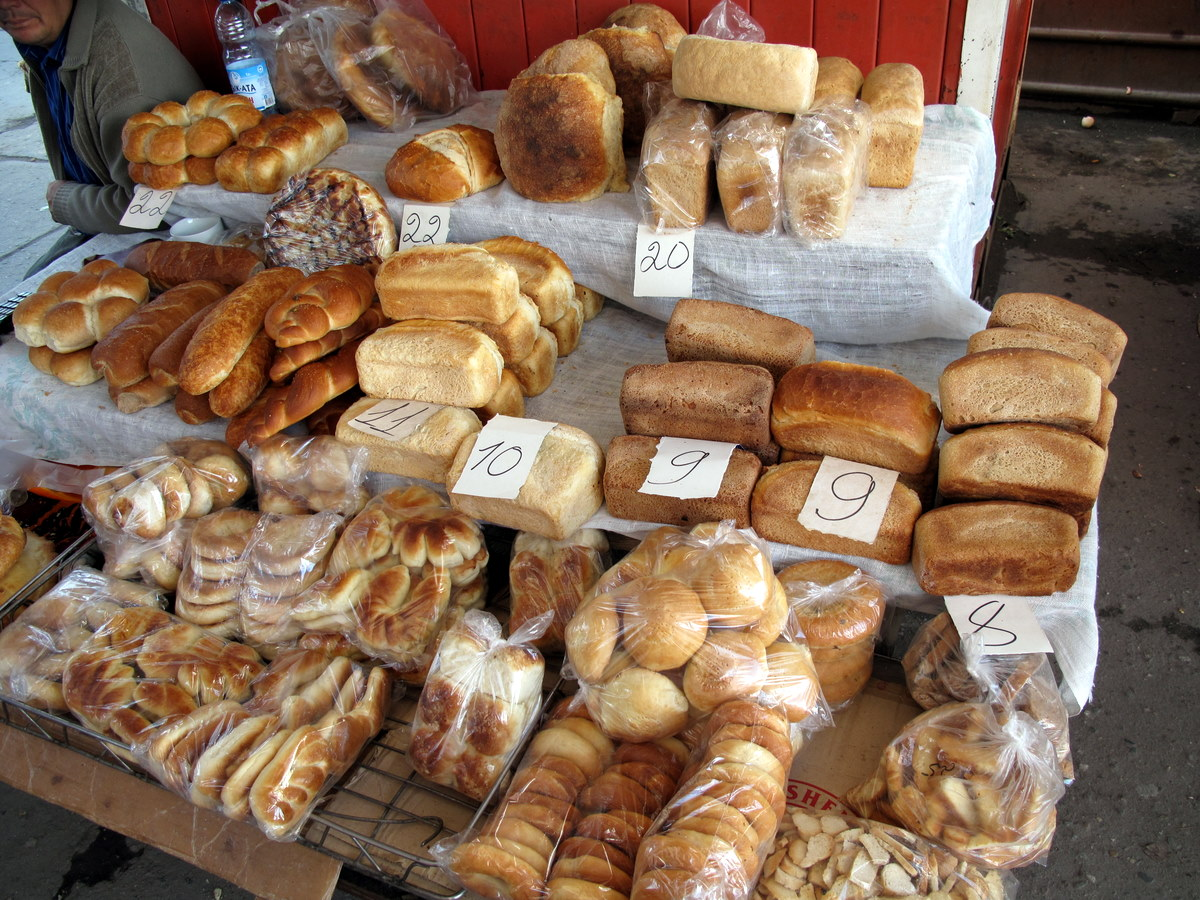
kenyérféleségek
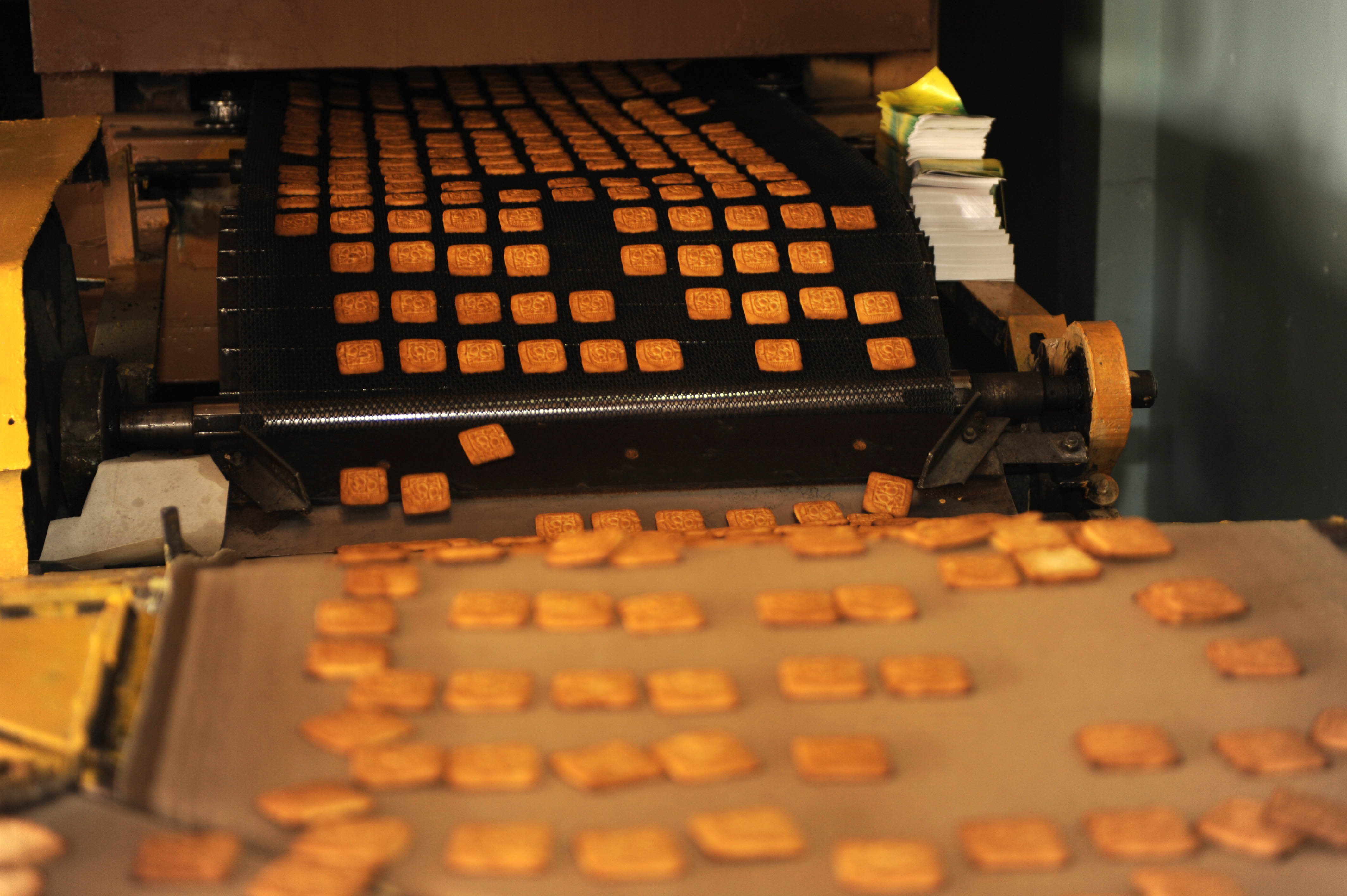
kekszgyártás Biskekben

## Turizmus
- Altyn Arasan hőforrás
- Ala kul – tengerszem

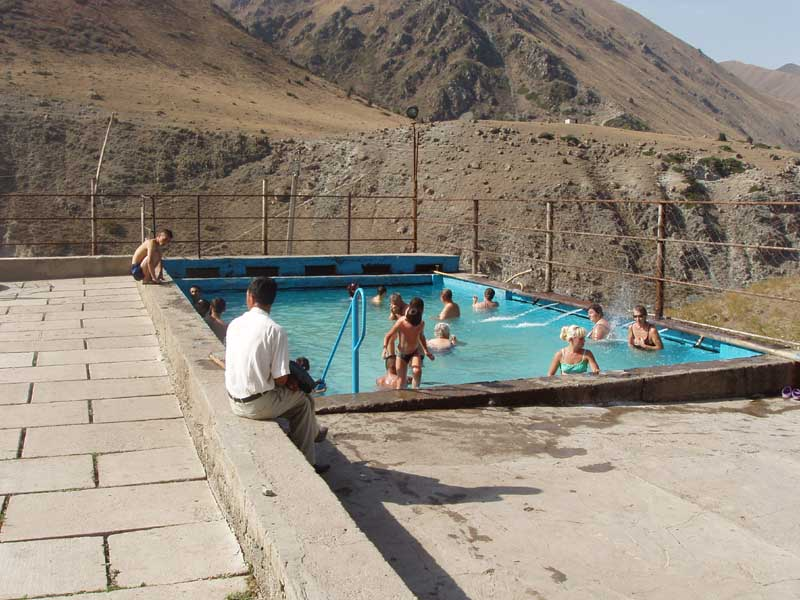
Isszik-Ata üdülőhely hőforrásainak egy medencéje

- Karakoltól délre fantasztikus kirándulóhelyek

## Ünnepnapok
| dátum                       | magyar név                                 | kirgiz név                                    | megjegyzés                                                                           |
| --------------------------- | ------------------------------------------ | --------------------------------------------- | ------------------------------------------------------------------------------------ |
| Jan 1                       | Újév                                       | Жаңы жыл                                      |                                                                                      |
| Jan 7                       | ortodox karácsony                          | Иса пайгамбардын туулган күнү                 | az ortodox keresztények ünneplik                                                     |
| Feb 23                      | A Vörös hadsereg Napja                     | Мекенди коргоочунун күнү                      | 1918.                                                                                |
| Mar 1                       | emléknap                                   |                                               | emléknap azon tüntetőkre, akiket megöltek a kormányellenes tüntetések alatt 2002-ben |
| Mar 3                       | A Zászló Napja                             |                                               |                                                                                      |
| Mar 8                       | Nemzetközi nőnap                           | Эл аралык аялдар күнү                         |                                                                                      |
| Mar 21–23                   | Perzsa újév                                | Нооруз                                        |                                                                                      |
| Mar 24                      | A nemzeti forradalom napja                 | [ 17 ]                                        | 2005                                                                                 |
| Apr 7                       | Az áprilisi forradalom napja               | Элдик Апрель революциясы күнү                 | 2010 – második kirgiz forradalom                                                     |
| Maj 1                       | A munka ünnepe                             | Эмгек күнү                                    |                                                                                      |
| Maj 5                       | Az alkotmány napja                         | Кыргыз Республикасынын конституция күнү       |                                                                                      |
| Maj 9                       | A győzelem napja                           | Жеңиш күнү                                    | A Nagy Honvédő Háború, a fasizmus elleni győzelem napja                              |
| Maj 29                      | A fegyveres erők napja                     | Куралдуу күчтөрүнүн күнү                      | 1992.                                                                                |
| Aug 31                      | A függetlenség napja                       | Эгемендүүлүк күнү                             | 1991.                                                                                |
| Nov 7                       | Nagy októberi szocialista forradalom napja | Улуу Октябрь Социалисттик революциясынын күнү | mára felváltotta a День примирения и согласия (a megbékélés ünnepének napja)         |
| változó                     | Orozo Ait                                  | Орозо айт                                     | muszlim ünnep                                                                        |
| 70 nappal az Orozo Ait után | Kurman Ait                                 | Курман айт                                    | muszlim ünnep                                                                        |